# Batalion ON „Tarnopol”

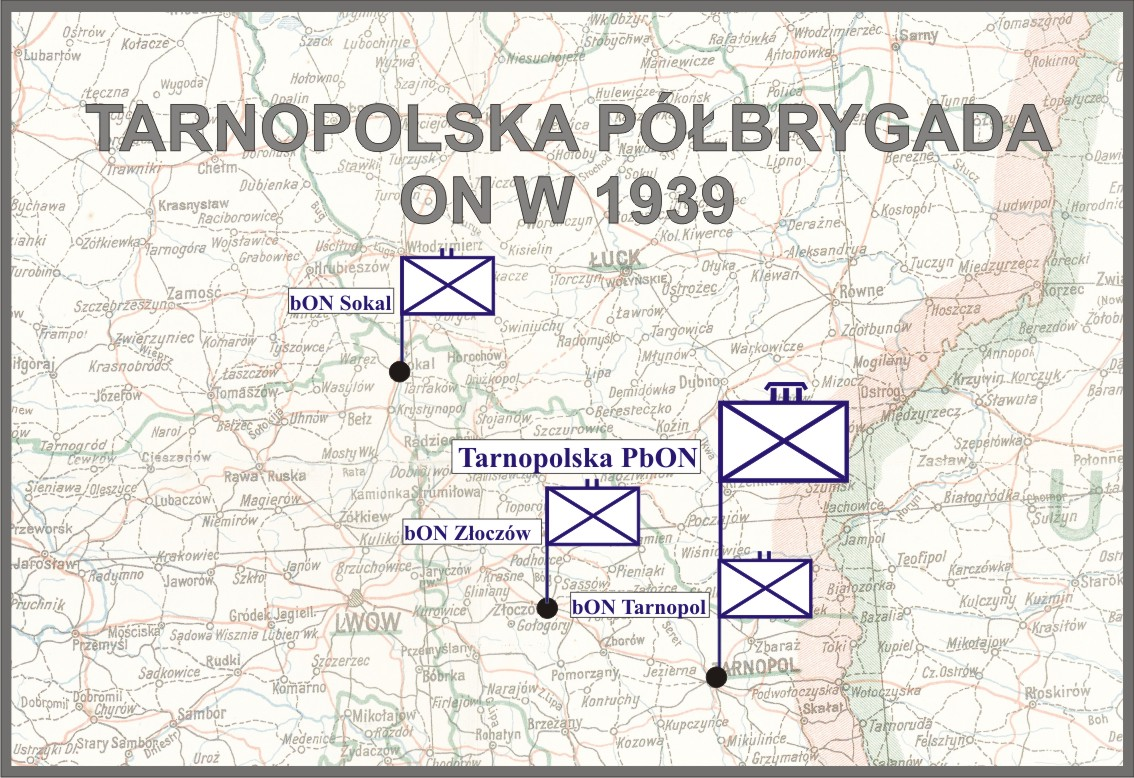
Tarnopolska Półbrygada ON

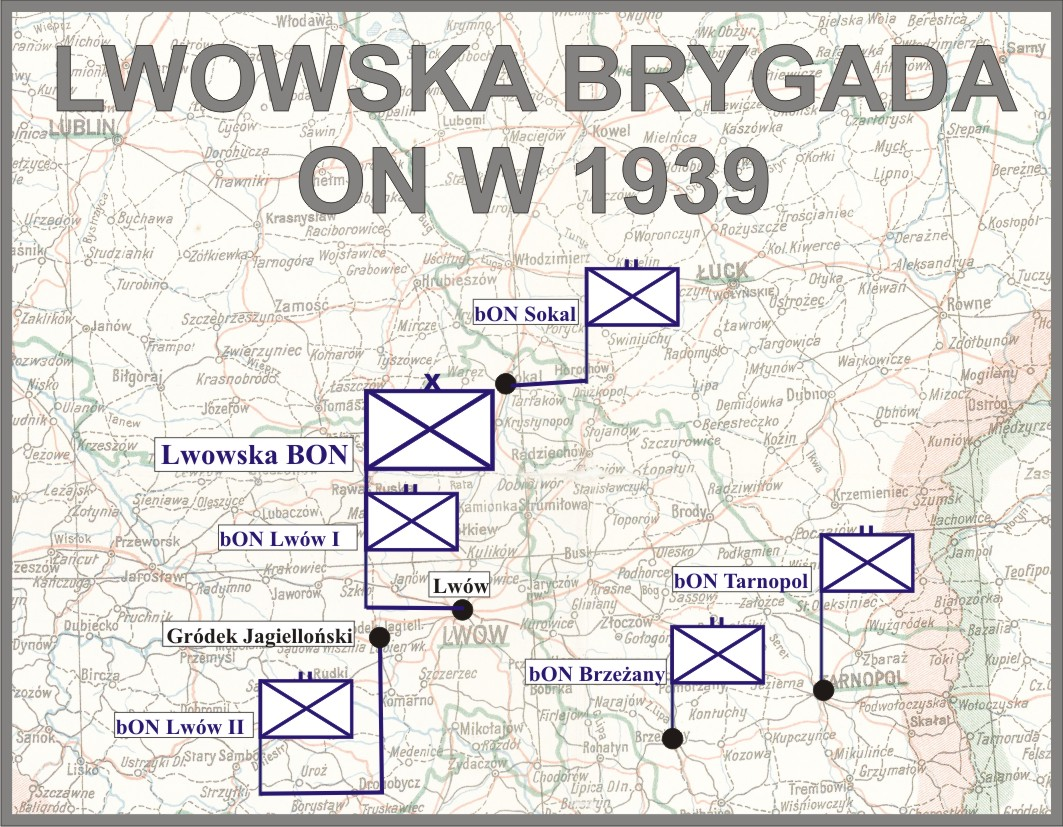
Lwowska Brygada ON

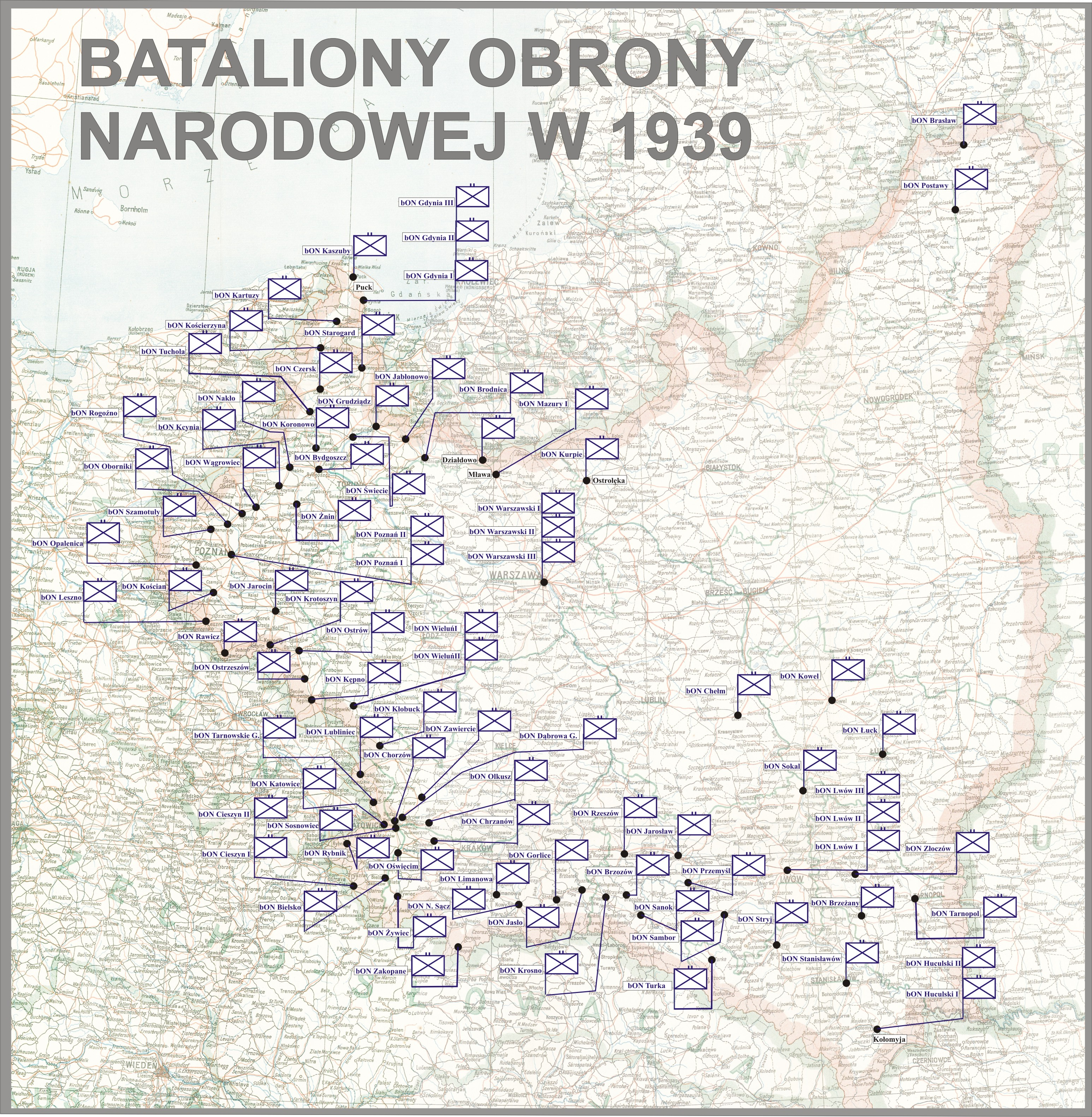
Obrona Narodowa w 1939

Tarnopolski Batalion Obrony Narodowej (batalion ON „Tarnopol”) – pododdział piechoty Wojska Polskiego II RP.
Batalion sformowany został wiosną 1939, w garnizonie Tarnopol, w składzie Lwowskiej Brygady ON, na podstawie etatu batalionu ON typ I.
Jednostką administracyjną i mobilizującą dla Tarnopolskiego Batalionu ON był 54 pułk piechoty Strzelców Kresowych w Tarnopolu.
Według autorów „Polskich Sił Zbrojnych” oraz Stanisława Truszkowskiego w mobilizacji powszechnej na terenie OK VI utworzono Dowództwo Tarnopolskiej Półbrygady ON, któremu podporządkowane zostały bataliony ON: Sokalski, Tarnopolski i Złoczowski.
Obsada personalna
- dowódca –
- dowódca 1 kompanii ON –
- dowódca 2 kompanii ON –
- dowódca 3 kompanii ON –